# Ozan Ceyhun
Ozan Ceyhun (n. 10 octombrie 1960, Adana, Turcia) este un om politic german, membru al Parlamentului European în perioada 1999-2004 din partea Germaniei. 